# Bordj El Emir Abdelkader
Bordj El Emir Abdelkader (în arabă برج الامير عبد القادر) este o comună din provincia Tissemsilt, Algeria.
Populația comunei este de 10.194 de locuitori (2008).